# Beljajev-kísérlet

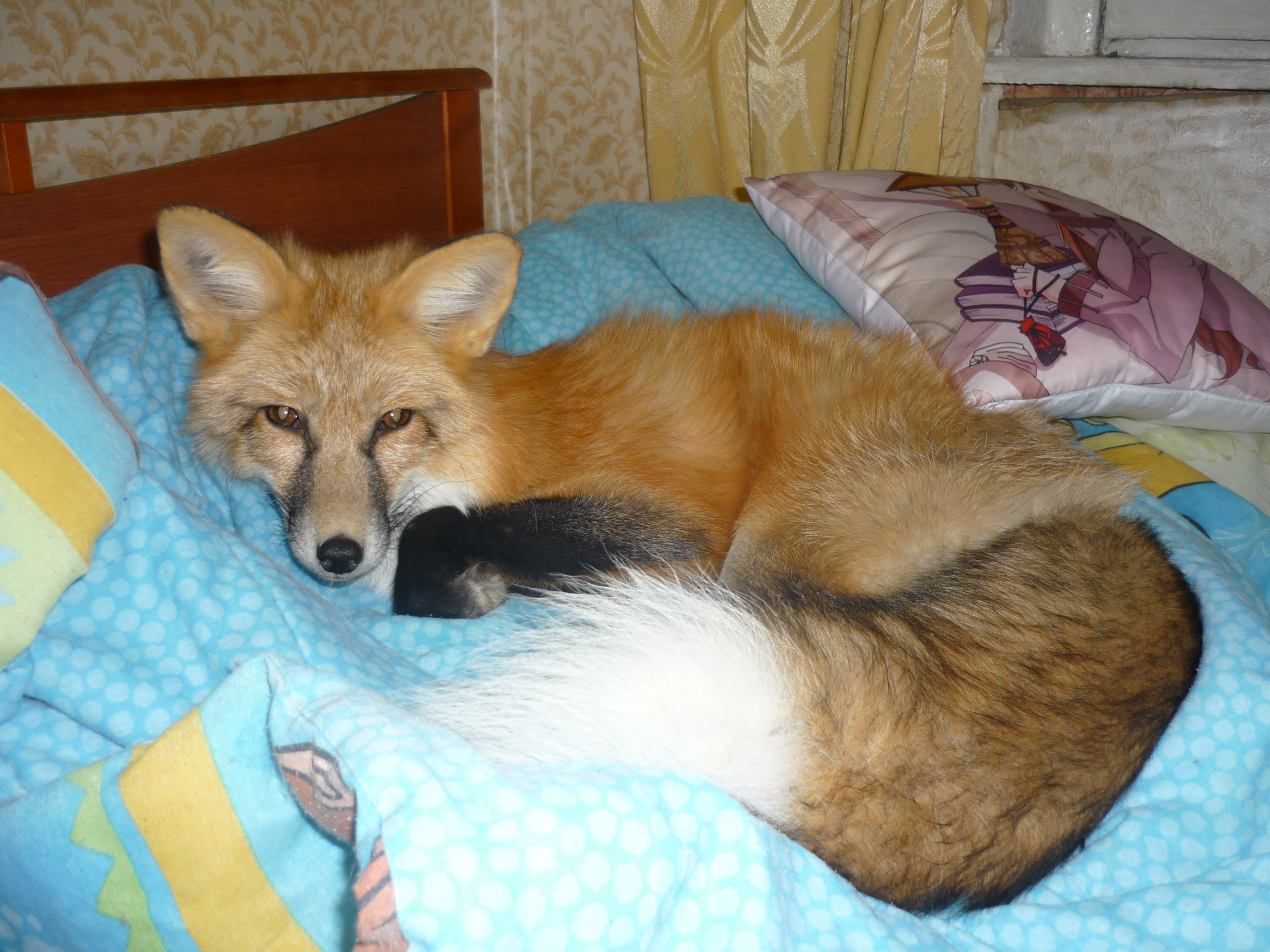
Háziasított róka

Dmitríj Konsztantyinovics Beljajev 1954-ben egy novoszibirszki telephelyen szelídségre szelektáltan kezdett rókákat tenyészteni, a kísérlet célja a szelídség és a küllem közötti összefüggés vizsgálata, illetve az volt, hogy a prémtenyésztőknek kezelhetőbb állományt biztosítson.

## A vizsgálat
Légy szíves, szelídíts meg!
A vizsgálathoz az állatokat a prémnek tenyésztett rókák szelektálásával választották ki, oly módon, hogy mindig az emberrel legbarátságosabb (legkevésbé félős) egyedeket tenyésztették tovább. A kiinduló állomány 30 hímből és 100 nőstényből állt. A vizsgálatnak nem volt része állatok idomítása, illetve tanítása. A feltételeknek megfelelő állatokat domesztikált elitnek nevezték.
| A generáció sorszáma | A domesztikált elit aránya |
| -------------------- | -------------------------- |
| 10                   | 18%                        |
| 20                   | 35%                        |
| 30                   | 70-80%                     |

Az állományban általánossá váltak a kutyákhoz hasonló infantilis jegyek: a lógó fül, a felkunkorodott farok és rövid, kerek pofa. Az egyedfejlődésben is megfigyelhetőek eltérések a kiindulási populációhoz képest. A kölykök szeme egy nappal korábban nyílik ki, a hangokra két nappal hamarabb reagálnak, valamint a nemi érésük is hamarabb kezdődik.
A kísérlet bizonyította, hogy a szelídség és a megjelenés között kapcsolat áll fent, bár 50 év alatt nem sikerülhetett olyan mértékben domesztikálni a rókákat, mint a kutyákat hozzávetőleg 10 000 év alatt.

## Napjainkban
Dmitrij Beljajev halála óta tanítványai folytatják a kísérletet. A Szovjetunió széthullása ezt a projektet is nehéz anyagi helyzetbe hozta, ezért az állomány méretét 700-ról 100 egyedre csökkentették, ami a személyzet csökkentését is magával vonta. Manapság a költségeket részben a kölykök házi kedvencként való árusításából fedezik.
A költségek és a gyorsabb szaporodás miatt két – helyben befogott – patkánypopulációt is tenyésztenek. Az egyiket a rókákhoz hasonlóan szelídségre, a másikat vadságra szelektálják.
A szelíd populáció kölykeit vad alomba (vagy fordítva) áthelyezve azt tapasztalták, hogy a szelídséget vagy a vadságot a gének, és nem a nevelés határozza meg. Ezt alátámasztja, hogy a szelíd és a vad populációnak eltérő a stresszel kapcsolatos hormonok szintje.
Az állományt genetikusok is vizsgálták és több eltérést tapasztaltak a kontrollcsoporthoz képest.
Dániában hasonló kísérletet végeznek amerikai nyércekkel.